# Resurrection Tour
Il Resurrection World Tour è il terzo tour mondiale della cantante statunitense Anastacia, a promozione del suo quinto album di inediti.
Gli spettacoli sono programmati in ambienti di media grandezza per creare un'atmosfera più intima. Rispetto ai tour precedenti non ha schermi, video di backdrop, ballerini, continui cambi di costume, perché la cantante vuole dare principale importanza alla musica.
Anche il contatto tra la cantante e i suoi fan è stato messo in primo piano: nel corso del concerto è previsto un momento in cui Anastacia risponde a delle domande poste dai fan e sorteggiate nel corso dello show.
Durante la quinta data del tour, svoltasi a Milano, Anastacia si presenta sul palco senza voce per via di una forte laringite. Nonostante le sue gravi condizioni, riesce a portare a termine le due ore di concerto previste. Questo episodio la porta a rinviare il resto del tour a gennaio 2015 riprogrammando una nuova data milanese (gratuita per chi ancora in possesso della matrice del biglietto).
Nei mesi primaverili del 2015 Anastacia torna con una seconda leg del tour che la porta per la prima volta a esibirsi in Australia; da giugno inaugura una terza leg con una versione estiva del concerto, con abiti diversi e una scaletta leggermente variata.
La data del 14 luglio 2015 a Brescia è stata trasmessa in diretta streaming da RTL 102.5.
La leg estiva avrebbe dovuto concludersi il 25 agosto a Tirana presso lo Stadio Qemal Stafa; questa data è stata particolarmente discussa poiché fortemente voluta dal governo albanese, che ha garantito l'ingresso ridotto o addirittura gratuito per tutte le donne, allo scopo di combattere la discriminazione sessuale.
Nel mese di luglio sono state però annunciate due ulteriori date italiane, la prima il 27 agosto a Barletta e la seconda il giorno dopo a Napoli, dove il tour si è effettivamente concluso. Con queste due tappe le date italiane del tour sono salite a 15, molte più di qualsiasi altro paese toccato dalla tournée.
Il Resurrection World Tour ha ottenuto in generale un ottimo riscontro di critica e pubblico, con un'alta percentuale di date in sold out e recensioni molto positive.Lo show è stato visto da oltre 500.000 spettatori in tutto il mondo. Solo in Italia il tour è riuscito a vendere oltre i 55.000 biglietti.

## Scaletta
Resurrection Tour (Inverno 2014, Primavera 2015)
NOTA: le scalette riportate qui di seguito sono da ritenersi puramente indicative, in quanto in alcune date la cantante ha variato la setlist.
Opening Act: Fyre!
Atto 1
1. Left Outside Alone
2. Staring at the Sun
3. Sick and Tired
4. Pieces of a Dream
5. Stay
6. Welcome to My Truth
7. Heavy on My Heart (Versione acustica) 1

Atto 2
1. Back in Black
2. The Other Side of Crazy
3. Sweet Child o' Mine
4. Lifeline
5. Defeated
6. Broken Wings
7. Stupid Little Things
8. Paid My Dues
9. Evolution 2

Atto 3
1. Freak of Nature (Introduzione)
2. One Day in Your Life
3. I'm Outta Love

1Nelle prime due date questa canzone era seguita da una versione acustica di Apology, poi eliminata dalla scaletta.

2Brano non eseguito nella leg primaverile.
Resurrection Tour (Estate 2015)
Atto 1
1. Left Outside Alone
2. Staring at the Sun
3. Sick and Tired
4. Welcome to My Truth
5. Seasons Change
6. Pieces of a Dream

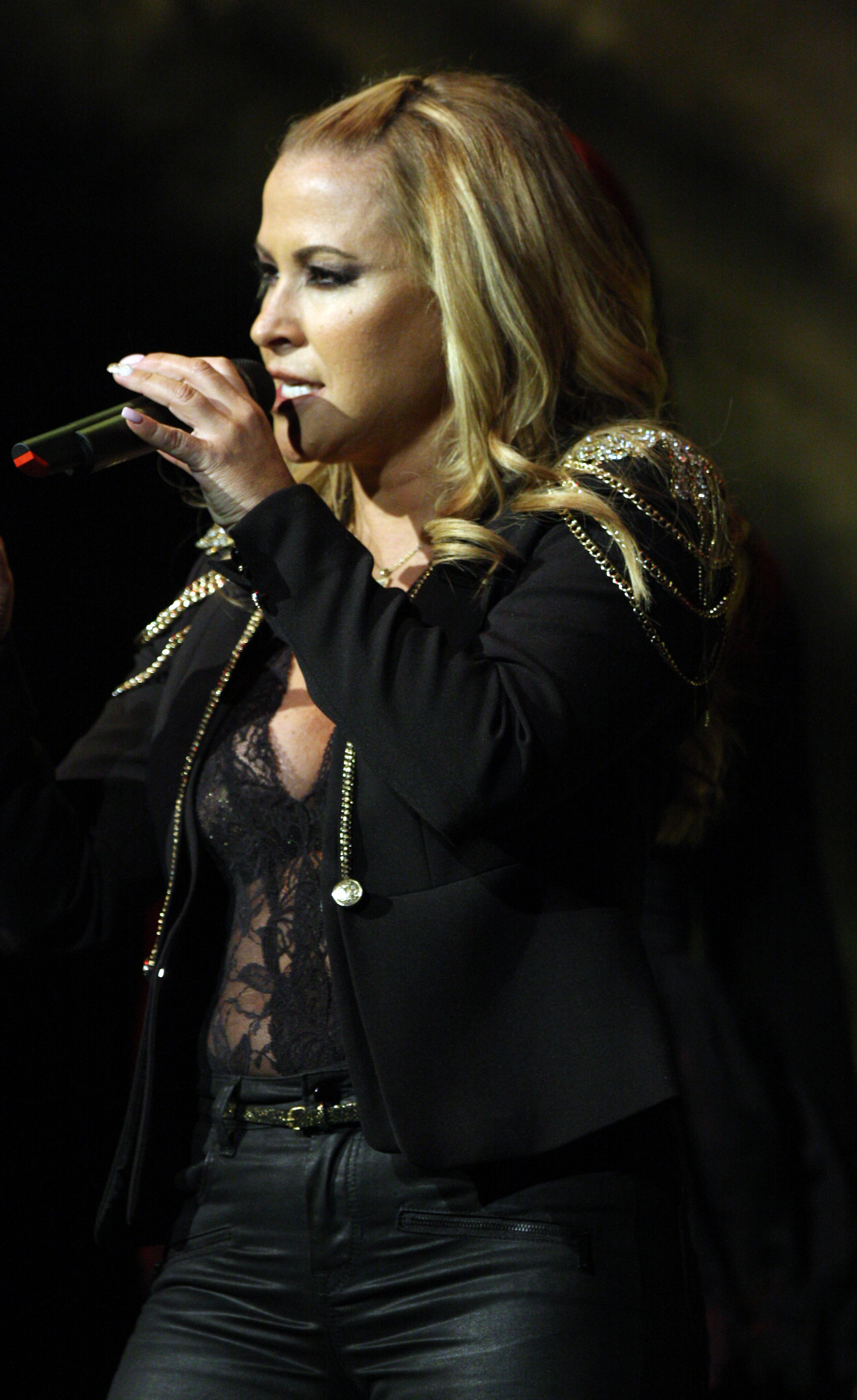
Anastacia in concerto a Sydney

7. I Belong to You (Il ritmo della passione)
8. Heavy on My Heart 3

Atto 2
1. Use Somebody (Introduzione)
2. Back in Black
3. Sweet Child o' Mine
4. Best of You
5. Lifeline
6. Defeated
7. Stupid Little Things
8. Cowboys & Kisses 4
9. Paid My Dues

Atto 3
1. Freak of Nature (Introduzione)
2. One Day in Your Life
3. I'm Outta Love

3In alcune date non eseguita oppure sostituita da You'll Never Be Alone, Stay o  Evolution

4Brano eseguito in date selezionate.

## Date
| Data             | Città                | Paese       | Luogo                                |
| ---------------- | -------------------- | ----------- | ------------------------------------ |
| Europa           |                      |             |                                      |
| 19 ottobre 2014  | Bruxelles            | Belgio      | Ancienne Belgique                    |
| 20 ottobre 2014  | Amsterdam            | Paesi Bassi | Paradiso                             |
| 23 ottobre 2014  | Lisbona              | Portogallo  | Arena di Campo Pequeno               |
| 25 ottobre 2014  | Madrid               | Spagna      | Palacio Municipal de Congresos       |
| 27 ottobre 2014  | Milano               | Italia      | Fabrique                             |
| 11 gennaio 2015  | Roma                 | Italia      | Auditorium                           |
| 12 gennaio 2015  | Firenze              | Italia      | Obihall                              |
| 14 gennaio 2015  | Milano               | Italia      | Fabrique                             |
| 15 gennaio 2015  | Padova               | Italia      | Gran Teatro Geox                     |
| 17 gennaio 2015  | Zurigo               | Svizzera    | Kongresshaus                         |
| 19 gennaio 2015  | Monaco di Baviera    | Germania    | Kesselhaus                           |
| 20 gennaio 2015  | Colonia              | Germania    | Palladium                            |
| 23 gennaio 2015  | Londra               | Regno Unito | Shepherds Bush Empire                |
| 24 gennaio 2015  | Parigi               | Francia     | La Trianon                           |
| 26 gennaio 2015  | Francoforte sul Meno | Germania    | Jahrhunderthalle                     |
| 28 gennaio 2015  | Vienna               | Austria     | Wiener Stadthalle                    |
| 30 gennaio 2015  | Locarno              | Svizzera    | Palazzetto Fevi                      |
| 13 febbraio 2015 | Minsk                | Bielorussia | Hall Center                          |
| 14 febbraio 2015 | Mosca                | Russia      | Barvicha                             |
| 14 aprile 2015   | Zermatt              | Svizzera    | Zermatt Unplugged                    |
| 16 aprile 2015   | Sofia                | Bulgaria    | Palazzo Nazionale della Cultura      |
| 18 aprile 2015   | Varsavia             | Polonia     | Klub Stodola                         |
| Oceania          |                      |             |                                      |
| 29 aprile 2015   | Sydney               | Australia   | The Star Event Center                |
| 1º maggio 2015   | Wollongong           | Australia   | Win Entertainment Centre             |
| 2 maggio 2015    | Gold Coast           | Australia   | Juptier's Hall                       |
| 5 maggio 2015    | Brisbane             | Australia   | Conrad Jupiters Theatre              |
| 7 maggio 2015    | Melbourne            | Australia   | Palais Theatre                       |
| 8 maggio 2015    | Hobart               | Australia   | Wrest Point Entertainment Centre     |
| 10 maggio 2015   | Perth                | Australia   | Perth Concert Hall                   |
| Europa           |                      |             |                                      |
| 19 giugno 2015   | Münster              | Germania    | Schlossplatz                         |
| 23 giugno 2015   | Brema                | Germania    | Bremen Musical Theater               |
| 24 giugno 2015   | Kiel                 | Germania    | Hörn-Bühne                           |
| 26 giugno 2015   | Skellefteå           | Svezia      | Möjligheternas Torg                  |
| 27 giugno 2015   | Vienna               | Austria     | Donauinselfest                       |
| 29 giugno 2015   | Bucarest             | Romania     | Sala Palatului                       |
| 1˚ luglio 2015   | Belgrado             | Serbia      | Kombank Arena                        |
| 3 luglio 2015    | Murten               | Svizzera    | Stars of Sounds Festival             |
| 4 luglio 2015    | Werchter             | Belgio      | Werchter Festivalpark                |
| 6 luglio 2015    | Barcellona           | Spagna      | Festival Jardins de Pedralbes        |
| 9 luglio 2015    | Magonza              | Germania    | Zitadelle Mainz                      |
| 11 luglio 2015   | Weert                | Paesi Bassi | Bospop Festival                      |
| 12 luglio 2015   | Lussemburgo          | Lussemburgo | Rock um Knuedler                     |
| 14 luglio 2015   | Brescia              | Italia      | Piazza della Loggia                  |
| 15 luglio 2015   | Cattolica            | Italia      | Arena della Regina                   |
| 17 luglio 2015   | Zurigo               | Svizzera    | Dolder Eisbahn                       |
| 18 luglio 2015   | Locarno              | Svizzera    | Live at Sunset                       |
| 20 luglio 2015   | Palermo              | Italia      | Teatro di Verdura                    |
| 22 luglio 2015   | Roma                 | Italia      | Auditorium                           |
| 23 luglio 2015   | Pescara              | Italia      | Teatro D'Annunzio                    |
| 25 luglio 2015   | Piazzola sul Brenta  | Italia      | Anfiteatro Camerini                  |
| 26 luglio 2015   | Tarvisio             | Italia      | Piazza dell'Unità                    |
| 28 luglio 2015   | Torino               | Italia      | Arena GruVillage                     |
| 30 luglio 2015   | Lauchheim            | Germania    | Festival Schloss Kapfenburg          |
| 1º agosto 2015   | Ringsted             | Danimarca   | Ringsted Festival                    |
| 3 agosto 2015    | Pembroke             | Malta       | Luxol Grounds                        |
| 5 agosto 2015    | Meersburg            | Germania    | Schlossplatz                         |
| 7 agosto 2015    | Rottenburg am Neckar | Germania    | Eugen Bolz Platz                     |
| 8 agosto 2015    | Lipsia               | Germania    | Parkbühne                            |
| 13 agosto 2015   | Monte Carlo          | Monaco      | Monte Carlo Sporting Summer Festival |
| 14 agosto 2015   | Harstad              | Norvegia    | Bakgården                            |
| 16 agosto 2015   | Oslo                 | Norvegia    | Rockefeller                          |
| 18 agosto 2015   | Marbella             | Spagna      | Starlite Festival                    |
| 21 agosto 2015   | Bochum               | Germania    | Bochum Zeltfestival Ruhr             |
| 22 agosto 2015   | Linz                 | Austria     | Linzer 'Krone' Fest                  |
| 23 agosto 2015   | Hohenems             | Austria     | Event Center                         |
| 25 agosto 2015   | Tirana               | Albania     | Stadio Qemal Stafa                   |
| 27 agosto 2015   | Barletta             | Italia      | Fossato del Castello                 |
| 28 agosto 2015   | Napoli               | Italia      | Palapartenope                        |

## Personale

### Band
- Music Director & Bass: Orefo Orakwe
- Guitar: Perry Ap Gwynedd[3]
- Keyboards: Gary Sanctuary
- Drums: Steven "Steve" Barney

### Coriste
- Lorraine Cato
- Hazel Fernandes